# Kai Tegethoff

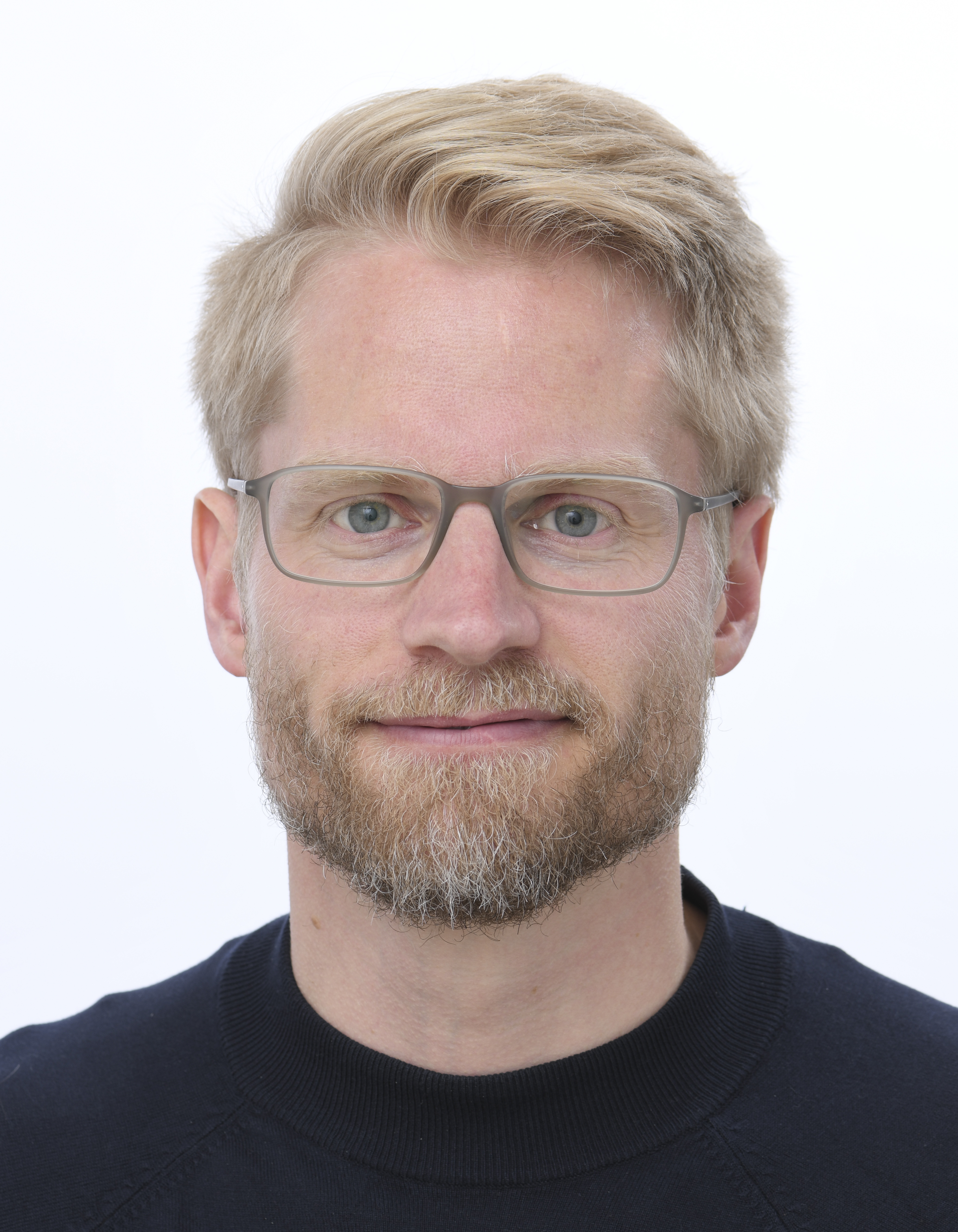
Kai Tegethoff (2024)

Kai Rasmus Tegethoff (* 19. Juli 1984 in Köln) ist ein deutscher Politiker (Volt). Seit 2024 ist er Mitglied des Europäischen Parlaments.

## Leben
Tegethoff wuchs mit drei Brüdern in einer sechsköpfigen Familie auf. Von 2004 bis 2007 studierte er an der Universität Bayreuth Philosophy & Economics, von 2007 bis 2009 machte er eine Ausbildung als Bauzeichner und von 2009 bis 2013 studierte Tegethoff Bauingenieurwesen an der Hochschule Trier. Zwischen 2016 und 2021 war Tegethoff Wissenschaftlicher Mitarbeiter der TU Braunschweig.

## Politik

### Kommunalpolitik
Tegethoff trat für die Partei Volt 2021 bei der Kommunalwahl in Braunschweig als Spitzenkandidat im Wahlkreis Westlicher Ring an und zog in den Rat ein, wo er mit Vertretern von Die PARTEI und Die Linke eine gemeinsame, von ihm geführte Gruppe bildete.  Bei der Landtagswahl in Niedersachsen 2022 trat im Wahlkreis Braunschweig-Nord als Direktkandidat an und erhielt 1,3 %.

### Europäisches Parlament
Am 16. September 2023 wurde Tegethoff bei der Aufstellungsversammlung in Erfurt auf Listenplatz 3 der Partei Volt für die Europawahl 2024 gewählt, womit er neben Damian Boeselager, Nela Riehl und Rebekka Müller Teil des Spitzenquartetts war.
Bei der Wahl erreichte Volt 2,6 %, womit Tegethoff ins Europaparlament einzog. Am 10. Juni, dem Tag nach der Wahl, gab er bekannt, seinen Ratssitz in Braunschweig niederzulegen, um sich voll auf die Arbeit im Europaparlament zu konzentrieren.
Im Europäischen Parlament ist Tegethoff Mitglied im Ausschuss für Verkehr und Tourismus (TRAN).